# Jaire Alexander

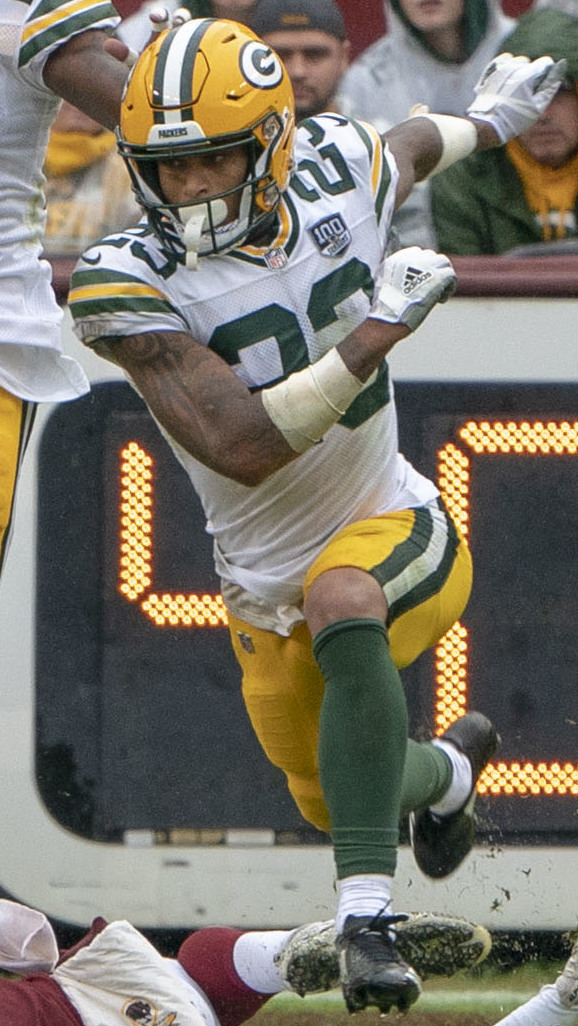
Jaire Alexander

Jaire Zakar Alexander (nascido em 9 de Fevereiro de 1997, Filadélfia) é um jogador de Futebol americano que atua na posição de cornerback. Foi escolhido na 18ª escolha geral no Draft da NFL de 2018 pelo Green Bay Packers da NFL.